# Дуглас, Фрэнсис
Фрэнсис Уильям Бувери Ду́глас (англ. Francis William Bouverie Douglas; 8 февраля 1847 года, Шотландия, Дамфрис — 14 июля 1865 года, Швейцария, Маттерхорн) — шотландский лорд, альпинист. В составе группы альпинистов участвовал в первом удачном восхождении на вершину Маттерхорн в Швейцарии. Погиб при спуске с вершины вместе с частью группы.

## Ранние годы
Фрэнсис Дуглас родился 8 февраля 1847 года в Дамфрисе, Шотландия, в семье Арчибальда Уильяма Дугласа, 8-го маркиза Куинсберри, шотландского политика, и его жены Кэролайн, дочери генерала сэра Уильяма Клэйтона, английского политика. У Фрэнсиса была старшая сестра, леди Гертруда Джорджиана Дуглас (1842—1893), старший брат Джон Шолто Дуглас (1844—1900), ставший впоследствии девятым маркизом Куинсберри, а также младший брат Арчибальд Эдвард Дуглас (1850—1938), и младшие брат и сестра, двойняшки лорд Джеймс Дуглас (1855—1891) и леди Флоренс Дуглас (Дикси) (1855—1905). Фрэнсис был дядей лорда Альфреда Дугласа, любовника Оскара Уайльда.
Фрэнсис обучался в академии Эдинбурга.
В 1858 году отец Фрэнсиса был убит на охоте случайным выстрелом, хотя большинство было уверено, что это было самоубийство. В 1862 году его мать обратилась в католицизм и увезла всех детей в Париж.

## Восхождение на Маттерхорн и гибель
Ещё до наступления совершеннолетия Фрэнсис провёл несколько сезонов в Альпах, занимаясь альпинизмом. Он имел хорошую физическую подготовку и подходящее телосложение. В 1865 году Фрэнсис Дуглас, совместно с Петером Таугвальдером и Йозефом Вианином, предпринял несколько попыток зайти на вершину Обер-Габельхорн, к тому моменту ещё непокорённую. Им удалось подняться на вершину с третьей попытки, 7 июля 1865 года, по северо-северо-западному гребню, что стало вторым успешным восхождением на вершину, и первым по этому маршруту. Вершина была покорена днём ранее группой английского альпиниста Адольфа Мура. Фрэнсис и его группа во время восхождения не знали об успехе группы Мура. Во время неудачных попыток восхождения на Обер-Габельхорн Фрэнсису и его группе удалось совершить первые восхождения на более низкие вершины Унтер-Габельхорн (3391 метр) и Велленкуппе (3903 метра).

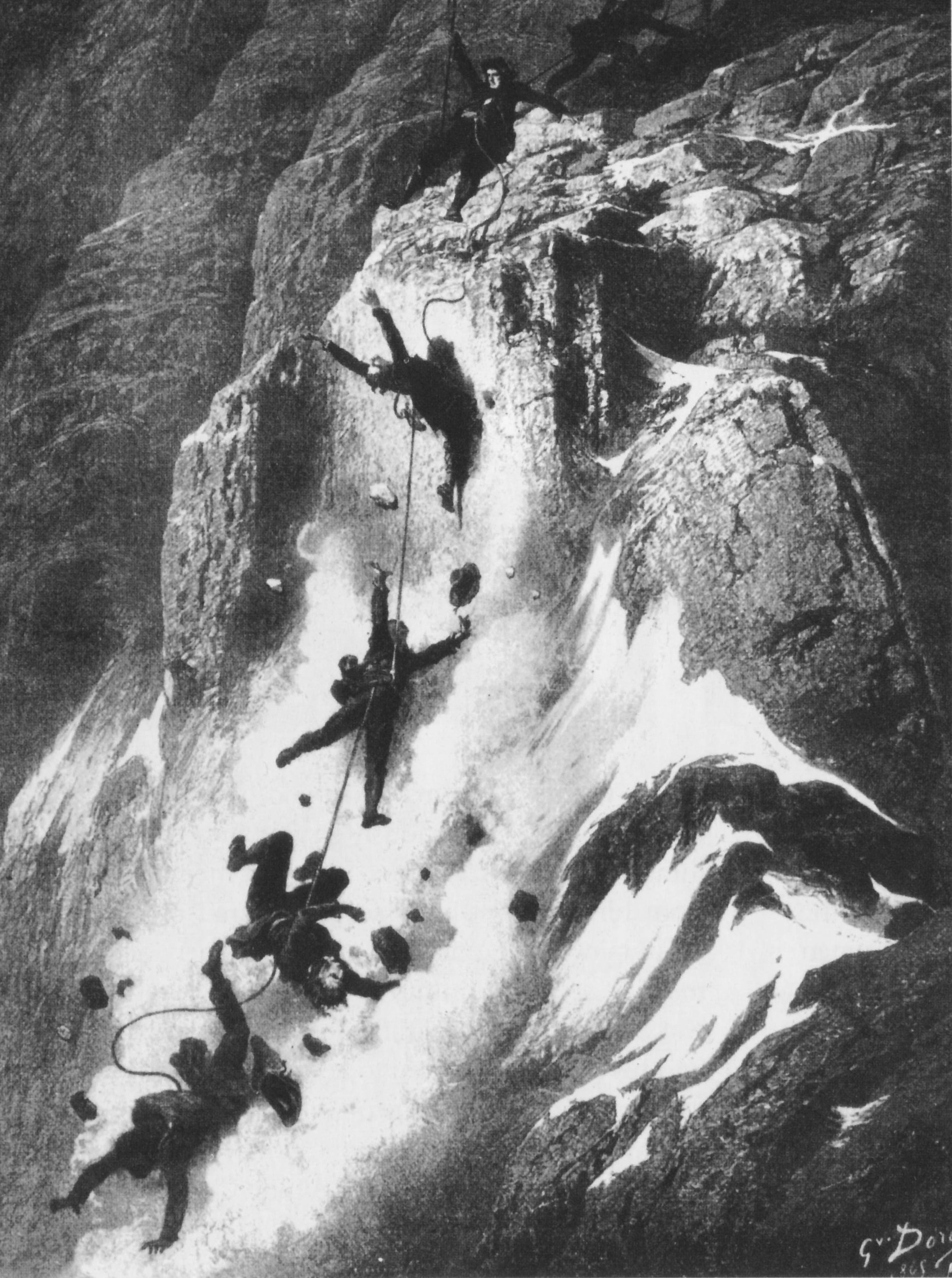
Падение Кро, Хэдоу, Хадсона и Дугласа с Маттерхона (Гюстав Доре, 1865)

После восхождения на Обер-Габельхорн, Фрэнсис и Таугвальдер отправились в Церматт для того, чтобы попробовать подняться на Маттерхорн. В Церматте Фрэнсис встретил английского альпиниста Эдуарда Уимпера, который собирался предпринять очередную, девятую по счёту, попытку восхождения на Маттерхорн. Уимпер предложил Дугласу объединить усилия, чтобы опередить другую группу альпинистов, возглавляемую итальянским проводником Жаном-Антуаном Каррелем, которые шли на восхождение по гребню Лион. Фрэнсис согласился, и 13 июля 1865 года в 5:30 утра группа (Эдуард Уимпер, лорд Фрэнсис Дуглас, Дуглас Роберт Хэдоу, Чарльз Хадсон, проводники Мишель Кро, Петер Таугвальдер (отец) и Петер Таугвальдер (сын)) стартовала из Церматта.
Группа успешно совершила восхождение на Маттерхорн по гребню Хёрнли на следующий день, 14 июля, опередив группу Карреля. Пробыв на вершине около часа, они начали спускаться. Во время спуска Хэдоу поскользнулся, и упал вниз, потянув за собой Кро, Хадсона и Дугласа. Группа шла в связке, однако верёвка не выдержала веса четырёх альпинистов, и оборвалась. Оставшиеся в живых Уимпер и Таугвальдеры успешно спустились в Церматт на следующий день, и организовали поисковую экспедицию. 16 июля 1865 года тела Кро, Хэдоу и Хадсона были найдены на леднике Маттерхорн более чем в 1000 метрах по вертикали вниз от места, откуда они сорвались вниз, однако тело Фрэнсиса так и не было найдено. Спасателям удалось обнаружить только ботинок, пояс и перчатки Дугласа.
После смерти Дугласа королева Соединённого королевства Великобритании и Ирландии Виктория намеревалась выпустить запрет на восхождения английских альпинистов на Маттерхорн для того, чтобы избежать дальнейших ненужных жертв. Однако запрет так и не был выпущен, а успех и трагедия группы Уимпера повысила интерес к вершине среди альпинистов.